# Bronisław Juźków
Bronisław Juźków (ur. 20 marca 1914 w Teklówce, zm. 29 czerwca 1982) – polski inżynier rolnictwa i polityk, poseł na Sejm PRL II, III, IV i V kadencji. Budowniczy Polski Ludowej.

## Życiorys
Uzyskał wykształcenie wyższe w stopniu inżyniera rolnictwa. Pracował jako dyrektor Inspektoratu Państwowych Gospodarstw Rolnych w Człuchowie, był także wieloletnim dyrektorem Człuchowskiego Kombinatu Rolnego. Pełnił funkcję prezesa wojewódzkiego zarządu Związku Bojowników o Wolność i Demokrację, pełnił również mandat radnego Wojewódzkiej Rady Narodowej w Słupsku.
W 1957, 1961, 1965 i 1969 jako bezpartyjny uzyskiwał mandat posła na Sejm PRL w okręgu Szczecinek. Przez cztery kadencje zasiadał w Komisji Budownictwa i Gospodarki Komunalnej, której w trakcie V kadencji zastępcą przewodniczącego. Ponadto zasiadał w II, III i IV kadencji w Komisji Leśnictwa i Przemysłu Drzewnego (zastępca przewodniczącego w trakcie II i III), w Komisji Rolnictwa i Przemysłu Spożywczego (III kadencja) oraz w Komisji Planu Gospodarczego, Budżetu i Finansów (V kadencja).
Pochowany na cmentarzu komunalnym w Człuchowie.

## Odznaczenia
- Order Budowniczych Polski Ludowej (1974)[2]
- Order Sztandaru Pracy II klasy
- Krzyż Kawalerski Orderu Odrodzenia Polski
- Krzyż Walecznych
- Złoty Krzyż Zasługi
- Srebrny Krzyż Zasługi (dwukrotnie)
- Medal „Za zasługi dla obronności kraju”
- Medal „Za udział w wojnie obronnej 1939”
- Medal za Odrę, Nysę, Bałtyk
- Medal za Warszawę 1939–1945
- Medal „Za udział w walkach o Berlin”
- Odznaka 1000-lecia Państwa Polskiego (1966)[3]

## Upamiętnienie
W 1984 imieniem Bronisława Juźkówa nazwano osiedle mieszkaniowe w Przechlewie.